# 方文平
方文平（1950年10月—），北京市人，中国人民解放军少将。

## 生平
1968年2月参加中国人民解放军，1970年3月加入中国共产党。中共中央党校函授本科学历。1968年参军后，历任第三十八军炮兵团战士、班长，第三十八军火箭炮团司令部作训股参谋，第一一四师炮兵团司令部作训股参谋，北京军区炮兵司令部训练处参谋，炮兵第十四师司令部作训科长。1983年后，历任第六十五军司令部作训处副处长，炮兵处处长，陆军第六十五集团军司令部炮兵指挥部主任。1992年，任陆军第二十七集团军副参谋长。1996年，任陆军第二十七集团军八十师师长。1998年，任陆军第二十七集团军后勤部部长。2000年，任河北省军区参谋长。2002年，晋升少将军衔。他是河北省第十届人大代表。河北省第九次党代会代表，第九届省委委员。2005年，任山西省军区司令员。2006年，任中共山西省委常委、山西省军区司令员。2006年10月，在中共山西省第九届委员会第一次全体会议上当选为中共山西省委常委。
2010年9月14日，山西省军区召开大会，宣布山西省军区领导班子调整命令，北京军区政治部主任董万才中将宣布中央军委命令，刘云海任山西省军区司令员，免去方文平的山西省军区司令员职务。2010年9月，方文平卸任中共山西省委常委、山西省军区司令员，改任北京军区党委巡视组巡视员。
因涉嫌严重违纪，2014年3月中央军委纪委对其立案调查，2014年5月移送军事司法机关依法处理。